# John Kostecki
John Kostecki, född den 7 juli 1964 i Pittsburgh, Pennsylvania, är en amerikansk seglare.
Han tog OS-silver i soling i samband med de olympiska seglingstävlingarna 1988 i Seoul.